# Пахомий Кенский
Пахо́мий Ке́нский (около 1450 года — около 1515 года) — русский православный святой, преподобный.
Ученик Александра Ошевенского, постриженик Успенского Александро-Ошевенского монастыря.
В конце XV века основал Спасо-Преображенскую Кенскую пустынь на реке Кене (сейчас — Архангельская область), был её первым игуменом. В своей обители Пахомий Кенский устроил больницу для немощных старцев.
В 1508 году в Кенской обители принял постриг преподобный Антоний Сийский.
Память Пахомия, Кенского чудотворца празднуется в первую субботу по Богоявлению.
В честь Пахомия Кенского был освящён ряд храмов и приделов храмов Олонецкой и Архангельской епархий — придел храма во имя Николая Чудотворца Кенского прихода в 1867 году (не сохранился), часовня (построена в XIX веке) в деревне Карпова Гора Плесецкого района и др.
Пахомию Кенскому будет посвящён храм в деревне Шелоховской (бывш. Архангело) Каргопольского района.
Мощи преподобного Пахомия почивают под спудом в основанной им церкви.